# Stary Majdan (Włodawa)
Pour les articles homonymes, voir Stary Majdan.
Stary Majdan (prononciation [ˈstarɨ ˈmai̯dan]) est un village de la gmina de Hańsk, du powiat de Włodawa, dans la voïvodie de Lublin, situé dans l'est de la Pologne.

## Administration
De 1975 à 1998, le village est attaché administrativement à l'ancienne voïvodie de Chełm.

Depuis 1999, il fait partie de la nouvelle voïvodie de Lublin.